# Minge de baschet

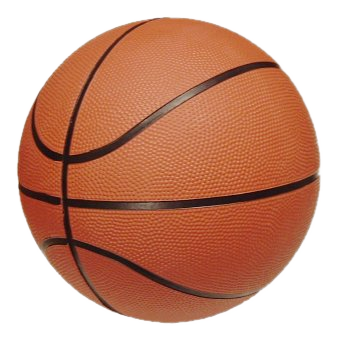

Mingea de baschet este o sferă umflată folosită în sportul de la care ia numele.
O minge de baschet are diametrul de 24 cm și o circumferință de 75 până la 76 cm și cântărește între 0,57 și 0,62 kg.
Mingea are o suprafață din material sintetic, zgrunțoasă și granulată, pentru o mai bună priză.
Pentru jocul de baschet Special Olympics, prin care se are în vedere ca aceia care au un nivel al abilităilor sportive mai scăzut să progreseze, în cadrul competițiilor feminine și a întrecerilor de juniori, se poate folosi o minge de baschet cu circumferința mai mică (72.4 cm) și cu greutatea cuprinsă între 510-567 g.
Tabel cu caracteristicile mingilor de baschet, conform NBA 
| Cod minge | Competiții          | Circumferință | Greutate |
| --------- | ------------------- | ------------- | -------- |
| 5         | copii 10 - 14 ani   | 69,22 cm      | 340,19 g |
| 5         | juniori 14 - 16 ani | 70,49 cm      | 510,29 g |
| 6         | femei               | 72,39 cm      | 566,99 g |
| 7         | bărbați             | 74,93 cm      | 623,69 g |
| Cod minge | Antrenament         | Circumferință |          |
| 8         | femei               | 85.09 cm      |          |
| 9         | bărbați             | 91.44 cm      |          |